# Vinto
Vinto ist eine Mittelstadt im Departamento Cochabamba im südamerikanischen Anden-Staat Bolivien.

## Lage im Nahraum
Vinto ist der zentrale Ort des Municipio Vinto in der Provinz Quillacollo. Die Stadt liegt auf einer Höhe von 2553 m unterhalb von Cochabamba, an der Mündung des Río Llave in den Río Rocha.

## Klima
Das Klima in der Hochebene von Cochabamba ist ein subtropisches Höhenklima, das im Jahresverlauf mehr durch Niederschlagsschwankungen als durch Temperaturunterschiede geprägt ist (siehe Klimadiagramm Cochabamba).
Der Jahresniederschlag liegt bei 500 mm und weist eine deutliche Trockenzeit von April bis Oktober auf. Die Jahresdurchschnittstemperatur liegt bei 18 °C, die Monatsdurchschnittswerte schwanken zwischen 15 und 20 °C, die Tageshöchstwerte erreichen zu allen Jahreszeiten 25 bis 30 °C.

## Verkehrsnetz
Von Cochabamba, der Hauptstadt des Departamentos, führt die asphaltierte Nationalstraße Ruta 4 in westlicher Richtung dreizehn Kilometer bis Quillacollo und weitere vier Kilometer bis Vinto. Von Vinto aus führt die Ruta 4 weiter in westlicher Richtung bis Tambo Quemado nahe der chilenischen Grenze.

## Bevölkerung
Die Einwohnerzahl der Stadt ist in den vergangenen dreieinhalb Jahrzehnten – auch durch Eingemeindungen – auf ein Mehrfaches angestiegen:
| Jahr | Einwohner | Quelle       |
| ---- | --------- | ------------ |
| 1976 | 4 419     | Volkszählung |
| 1992 | 9 493     | Volkszählung |
| 2001 | 14 180    | Volkszählung |
| 2012 | 40 786    | Volkszählung |
| 2024 |           | Volkszählung |